# Джерело № 1 (Річка)
Джерело № 1 — гідрологічна пам'ятка природи місцевого значення. Об'єкт розташований на території Міжгірського району Закарпатської області, с. Річка, урочище «Коло Лидяника».
Площа — 0,5 га, статус отриманий у 1984 році (Рішення Закарпатського облвиконкому від 23.10.1984 р. № 253).
Охороняється джерело вуглекислої, гідрокарбонатно-кальцієво-магнієвої води. Загальна мінералізація — 0,6 г/л. Мікроелемент — марганець. Використовується для лікування захворювань органів травлення.